# コッレ・サンタ・ルチーア
コッレ・サンタ・ルチーア（伊: Colle Santa Lucia）は、イタリア共和国ヴェネト州ベッルーノ県にある、人口約400人の基礎自治体（コムーネ）。

## 地理

### 位置・広がり

#### 隣接コムーネ
隣接するコムーネは以下の通り。
- アッレゲ
- コルティーナ・ダンペッツォ
- リヴィナッロンゴ・デル・コル・ディ・ラーナ
- ロッカ・ピエートレ
- サン・ヴィート・ディ・カドーレ
- セルヴァ・ディ・カドーレ

### 気候分類・地震分類
気候分類では、zona F, 4880 GGに分類される。
また、イタリアの地震リスク階級 (it) では、zona 3 (sismicità bassa) に分類される。

## 行政

### 分離集落
コッレ・サンタ・ルチーアには、以下の分離集落（フラツィオーネ）がある。
- Villagrande (sede comunale), Rucavà, Rovei, Tie, Colcuc, Canazei, Sopradaz Soppause, Costa, Riz, Pallua, Pezzei, Pian, Costalta, Pont, Fossal, Posalz, Codalonga, Rù, Coltoront, Passo Giau